# Pararge pannonica
Pararge pannonica är en fjärilsart som beskrevs av Zdravko Lorkovic 1928. Pararge pannonica ingår i släktet Pararge och familjen praktfjärilar. Inga underarter finns listade i Catalogue of Life.